# Gilbert Dubuc
Pour les articles homonymes, voir Dubuc.
Gilbert Dubuc est un chanteur baryton belge, né le 21 janvier 1925 à Petigny et mort le 17 juin 2023 à Bennigsen.

## Biographie
Élève d'Armand Crabbé au Conservatoire Royal de Bruxelles au début des années 40, il fait ses débuts au Théâtre de Verviers, dans le rôle de Germont-père (La traviata). Il entame sa carrière professionnelle dans différents opéras belges, tels que La Monnaie (13 saisons de 1946 à 1959), l'Opéra de Gand (13 saisons entre 1952 et 1980) et le Koninklijke Vlaamse Opera d'Anvers (7 saisons de 1954 à 1962).
C'est en Allemagne qu'il développe la plus grande partie de sa carrière, membre de l'Opéra de Hanovre à partir de 1962, devenant l'un des artistes les plus populaires du lieu.
Il se produit internationalement en tant que chanteur baryton, comme en 1964 à l'Opéra de Vienne dans le rôle d'Escamillo dans Carmen, au Grand Opéra de Paris en 1960 dans le rôle de Rigoletto.
Disposant d'une riche carrière, davantage reconnue à l'international que dans son pays d'origine, il devient 1er baryton de l'Opéra de Paris, de Vienne et de Hanovre, ce qui fait de lui l'un des barytons les plus populaires de sa génération.
Sa plus jeune fille, Léonie Dubuc, est chanteuse, comédienne de cinéma, de théâtre et de doublage, poursuivant sa carrière en Allemagne.